# Záhorie (zone militaire)
Záhorie (zone militaire) est une zone militaire de Slovaquie située dans la région de Bratislava.

## Démographie

### Évolution de la population
| Année:               | 1994. | 2004.    | 2014.    | 2024.    |
| -------------------- | ----- | -------- | -------- | -------- |
| Nombre de personnes: | 516   | 288      | 162      | 124      |
| Différence:          |       | -44,18 % | -43,75 % | -23,45 % |

| Année:               | 2023. | 2024.   |
| -------------------- | ----- | ------- |
| Nombre de personnes: | 129   | 124     |
| Différence:          |       | -3,87 % |